# 放射药理学
放射药理学是关于研究和制备放射性药物的一门学科。在疾病的诊断与治疗当中，核医学领域将放射性药物作为示踪剂来使用。其中，许多放射性药物采用的都是锝（Tc-99m）。在Klaus Schwochau所编著的《Technetium》一书当中，列举了31种不同的，基于Tc-99m的放射性药物，分别适用于下列器官、组织或病理结构的成像和功能检查：脑、心肌、甲状腺、肺脏、肝脏、胆囊、肾脏、骨骼、血液以及各种肿瘤。
临床常见的放射性药物可参见核医学放射性药物列表。

## 参阅
- 元素周期表
- 元素列表
- 同位素列表
- 化学元素
- 同位素
- 核医学